# Оџаклија
Оџаклија (тур. ocaklı) се у старим српским кућама називала просторија која има огњиште са зиданим димњаком, односно оџаком, по коме је просторија и добила име. Често је то била гостинска, али се овај термин користио и за само огњиште у главној просторији у кући. Касније, развојем архитектуре и повећањем броја просторија у кућама, ова просторија добила је улогу кухиње. Оџаклијом се понекад назива и само огњиште у просторији.
Израз оџаклија настао је од турцизма оџак (тур. ocak, што значи „огњиште”, „пећ”, „шпорет”, као и „породица”, „дом”), а што је еквивалент за српску реч димњак.

## Изглед, функција и развој просторије
Прве, најједноставније куће састојале су се само из једне просторије, која је имала вишеструку намену и формирале су се према потреби. Развојем зграда за становање јавља се и вишепросторност стамбених зграда и јављају се просторије посебних намена. Уз куће се почела дограђивати још једна просторија, па се тако она већа издваја као „гостинска соба”, соба за окупљања — оџаклија (која се називала и једноставно „кућа”). Мања просторија се називала једноставно „соба”.
У оџаклију се улази директно споља, или са трема, а из ње у собу, односно у остале собе које се, када их има више, наслањају на оџаклију. Просторија редовно има оџак (огњиште) уз преградни зид који је одваја од собе. Старинске оџаклије имале су интересантне оџаке (димњаке) који се понекад у горњем делу шири од своје основе. Јован Цвијић пише да се димњак наткривен ћерамидом зове комин, а онај откривени гологлави.
Оџаклија је у почетку била главна просторија у кући и служила је за социјална окупљања, да би, развојем стамбеног простора, добила намену кухиње, односно просторије у којој се обављају кућни послови, првенствено за кување и прање, као и за чување пољопривредних производа и намирница. Из оџаклије су се касније развиле друге наменске просторије, каква је, на пример, остава. Крајем 19. века џаклија губи своју привредну намену и остаје све мања. Почетком 20 века, појавом штедњака, огњиште нестаје из ове просторије и она се претвара у кухињу.

## Оџаклија у уметности
Интересантан податак представља чињеница да су управо једну оџаклију у Пироту, игром случаја, око 1883. године истовремено насликала два наша велика сликара, Паја Јовановић и Ђорђе Крстић. Они су се, сваки на свом пропутовању кроз Србију, срели управо у тој кући, код једног пиротског домаћина. На обе слике приказано је исто огњиште у малој просторији, величине обичне пушнице или омање шупе. Ђорђе Крстић је своју слику изложио на изложби у Градској касини, коју је априла 1884. организовало Друштво пријатеља уметности. Слика је 1911. године, четири године после ауторове смрти, пренета у Народни музеј. Паја Јовановић је своју овом музеју поклонио 1947. О том догађају он је, приликом посете музеју исте године, рекао: „Сећам се, седели смо у тој кујни пиротског сељака, доброг човека, и сликали је у једном трену. Лепо би било да уз ову Ђокину у нашем музеју буде и она моја. Носио сам је свуда са собом, преживела је чак и бомбардовања и битку за Беч, нашао сам је после рата у свом похараном атељеу и сада донео са собом.”